# Мерл гострохвостий
Мерл гострохвостий (Lamprotornis acuticaudus) — вид горобцеподібних птахів родини шпакових (Sturnidae). Мешкає на півдні Центральної Африки.

## Опис

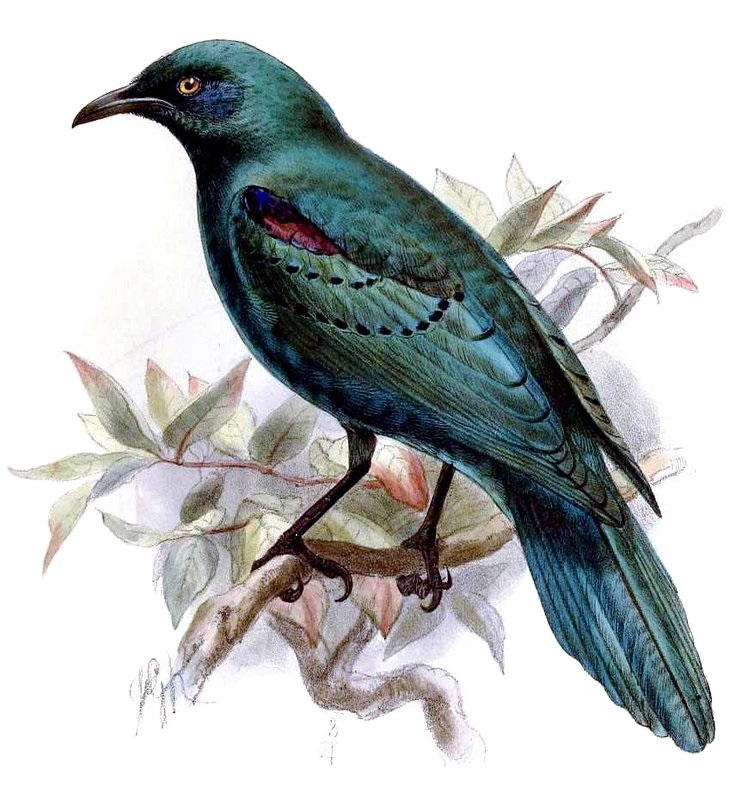
Гострохвостий мерл

Довжина птаха становить 21-25 см, вага 61-76 г. Довжина крила становить 12,3 см, хвоста 10,4 см. Забарвлення переважно синьо-зелене, на обличчі синювато-чорна "маска", пера на крилах мають вузькі фіолетові краї, плечі дещо більш сині. Хвіст східчастий. Загалом оперення має характерний райдужний металевий відблиск. Очі у самців червоні, у самиць оранжеві, дзьоб і лапи чорні. У молодих птахівочі карі, однак з часом жовтіть. Представники підвиду L. a. ecki мають більш синій відтінок, особливо на боках.

## Підвиди
Виділяють два підвиди:
- L. a. acuticaudus (Barboza du Bocage, 1869) — від центральної Анголи до Замбії і південно-західної Танзанії (Руква);
- L. a. ecki Clancey, 1980 — південь Анголи, крайній північний схід Намібії і крайній північний захід Ботсвани (дельта Окаванґо).

## Поширення і екологія
Гострохвості мерли мешкають в Анголі, Намібії, Ботсвані, Замбії, Демократичній Республіці Конго і Танзанії. Вони живуть у лісистих саванах міомбо і мопане, в галеререйних лісах, в заростях в долинах річок і на болотах. Зустрічаються парами, під час негніздового періоду зграйками до 50 птахів. Часто приєднуються до змішаних зграй птахів разом з міомбовими і зеленими мерлами.
Гострохвості мерли живляться плодами і комахами, яких шукають на землі. Гніздяться в дуплах дерев, часто використовують покинуті дупла дятлів і лібій.